# Jan Roothaan
Joannes Philippe Roothaan (Amsterdam, 23 novembre 1783 o 1785 – Roma, 8 maggio 1853) è stato un gesuita olandese, Preposito Generale dell'ordine (il secondo dopo la sua restaurazione) dal 9 luglio 1829 alla morte.

## Biografia
La sua famiglia era protestante, ed emigrò da Francoforte ad Amsterdam (Paesi Bassi), dove divenne cattolica.
Johann Philipp era il più giovane dei tre figli. Mostrò fin da piccolo un'attitudine spiccata per gli studi, al punto che terminò gli studi del ginnasio prima di compiere sedici anni.
Passato all'athenaeum illustre (scuola superiore), proseguì gli studi classici per quattro anni sotto la guida del celebra professore Jakob van Lennep.
Entrò nella Compagnia di Gesù che ancora sopravviveva nella Russia Bianca e che era stata riconosciuta (ma non pubblicamente) da Pio VII. Entrò al noviziato a Daugavpils nel 1804. Al terminarlo nel 1806, in considerazione della sua grande conoscenza dei classici, fu nominato professore del ginnasio gesuita della stessa cittadina, incarico che ricoprì fino al 1809.
Arrivò a padroneggiare il polacco, e, essendo nato nei Paesi Bassi, conosceva perfettamente anche il francese. Invece il latino, il greco e l'ebraico erano tra i suoi studi preferiti.
Studiò poi filosofia e teologia a Polack, e venne ordinato presbitero nel 1812, e nei quattro anni seguenti fu professore di retorica a Puša, nell'odierna Lettonia. Era il tempo della guerra franco-prussiana, e furono anche gli anni in cui Pio VII restaurò la Compagnia di Gesù (1814). E i seguenti quattro anni furono passati dal nostro in parte come insegnante e in parte in impegni pastorali a Orša, finché nel 1820 i gesuiti furono espulsi dalla Russia. Durante questo periodo aveva fatto i voti solenni, e quindi venne esiliato. Il viaggio dell'esilio durò tre mesi, e terminò a Brig, nel Canton Vallese, in Svizzera.
Anche in Svizzera insegnò retorica, e inoltre realizzò con entusiasmo missioni popolari.
Accompagnò tre volte il provinciale della vice-provincia di Svizzera nelle sue visite legate all'ufficio, conoscendo così le condizioni della Germania, del Belgio e dei Paesi Bassi. Dopo diciassette anni di assenza poté rivisitare i luoghi della sua fanciullezza ad Amsterdam.
Fu poi nominato rettore del recentemente fondato Collegio di Torino, la qual cosa lo riportò agli impegni della vita ordinaria. Alla morte di Luigi Fortis, preposito generale dei gesuiti, fu eletto suo successore: era il 9 luglio 1829.

### Preposito generale
Il suo lavoro come preposito generale fu molto fruttifero per l'ordine da poco restaurato. La sua prima attenzione fu preservare e rafforzare lo spirito interno della Compagnia. A questo fine dedicò nove delle sue undici lettere generali.
Ugualmente importante fu il suo lavoro per la nuova edizione degli Esercizi spirituali di sant'Ignazio secondo il testo originale; aggiunse a questa edizione un'introduzione e note esplicative.
Lavorò anche per innalzare il livello degli studi. Nel 1832, dopo un'attenta investigazione e dopo essersi consigliato, pubblicò l'Ordinamento di Studi Revisionato, che si preoccupò perché fosse rispondente ai tempi.
Incrementò il lavoro apostolico della Compagnia nelle missioni domestiche e straniere. Durante la sua amministrazione l'Ordine raddoppiò il numero dei suoi membri, arrivando a tenere 5.000 professi. La Compagnia dovette soffrire però anche l'espulsione in molti paesi, specialmente nell'anno della Rivoluzione, il 1848. Lo stesso preposito generale dovette lasciare Roma per due anni.
Al suo ritorno la sua salute era compromessa, le forze cominciavano a mancargli, e attacchi di debolezza annunciavano l'approssimarsi della fine.
Morì l'8 maggio 1853.

## Personalità
Il suo nome è legato anche alla fondazione de La Civiltà Cattolica. Già nel 1846 Pio IX gli aveva chiesto di attuare il progetto della rivista. Il Padre Roothaan metterà sul progetto i migliori scrittori della Congregazione.
Le caratteristiche di Roothaan sono ben espresse nelle parole che egli stesso pronunciò al principio della sua amministrazione: fortiter et suaviter ("con forza e dolcemente al tempo stesso"). La stessa idea esprime il suo biografo: